# Tombelaine
Tombelaine ist eine kleine Gezeiteninsel (französisch Île-de-marée) in der Region Normandie in Frankreich.

## Geografie

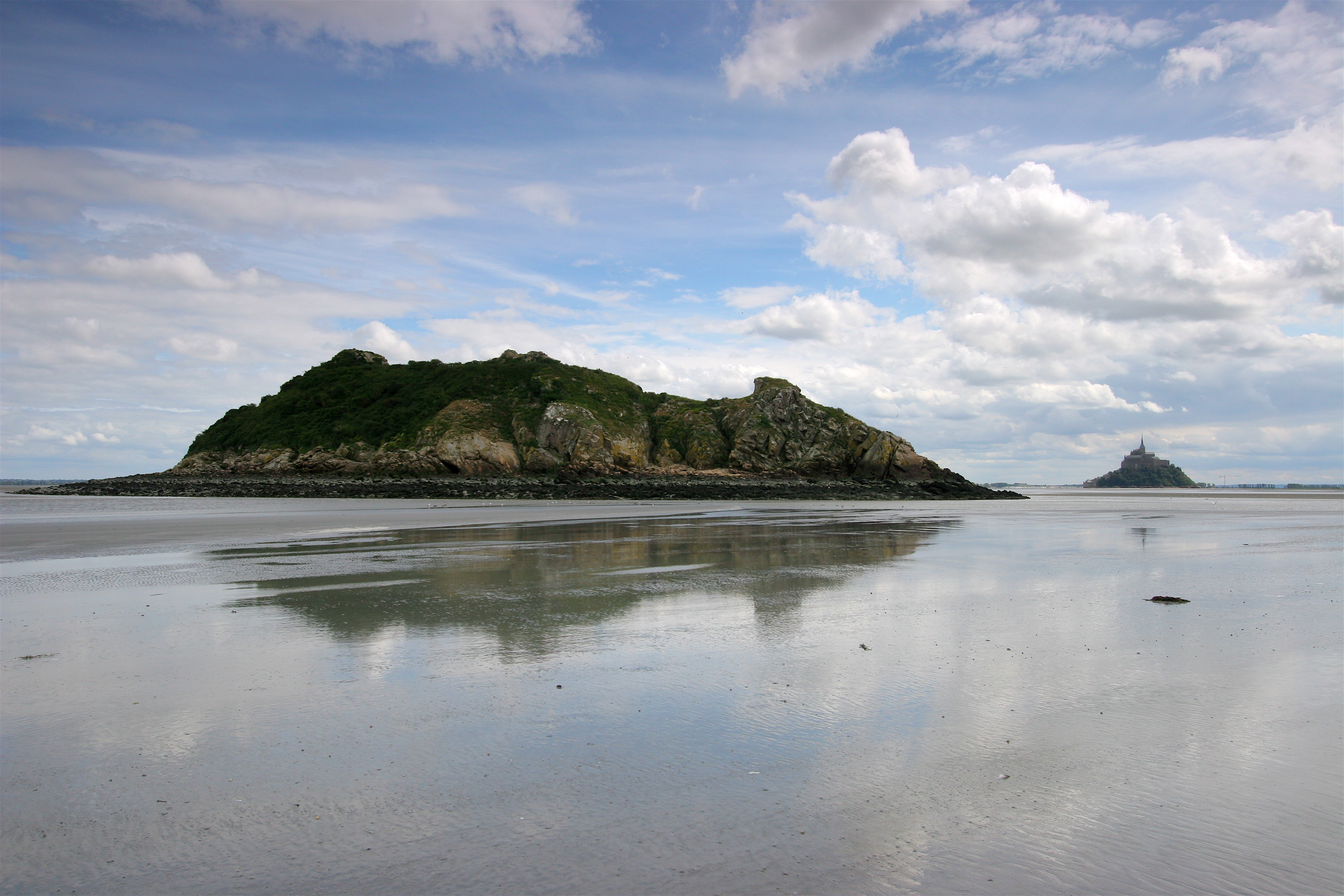
Tombelaine

Die Insel liegt in der Baie du Mont-Saint-Michel, einer Bucht des Ärmelkanals. Sie gehört zum Département Manche und liegt 2,5 Kilometer nördlich der Nordspitze des Mont-Saint-Michel und südwestlich der Gemeinde Genêts. Bei Ebbe kann die Insel zu Fuß erreicht werden. Die Erhebung Folie ist mit einer Höhe von 47 Metern der höchste Punkt der Insel. Die Silhouette der Insel soll an eine Sphinx erinnern, wobei der Hügel Folie den Kopf markieren würde.

## Geschichte
Schon zum Beginn der Christianisierung der Region lebten auf der Insel Einsiedler. Im Jahre 1048 zogen sich die Mönche Anastasius der Venezianer und Robert de Tombelaine auf Tombelaine zurück und bauten dort bescheidene Behausungen sowie eine Kapelle, die Maria (Notre-Dame) geweiht war. 1137 errichtete der Abt Bernard du Bec ein Priorat auf der Insel. Es bestand aus drei Zellen, in die sich Mönche zu Exerzitien zurückziehen konnten, und aus der Kapelle Sainte-Marie-la-Gisante. Die Insel wurde neben dem Saint-Mont-Michel zu einem weiteren Ziel von Wallfahrten und Station von Prozessionen.
Im 13. Jahrhundert ließ König Philipp II. auf der Insel Wehranlagen errichten. Auf Veranlassung der Mönche der Abtei Saint-Michel wurde später der Abt Jourdain nach Tombelaine verbannt.
In der Zeit des Hundertjährigen Kriegs (1337–1453) wurde die Insel mehrfach, 1356 bis 1380 sowie 1420 bis 1450, von den Engländern besetzt. Sie errichteten eine Burg auf Tombelaine. In der Zeit um 1420 veränderte der Fluss Couesnon seinen Lauf so, dass er nun zwischen Tombelaine und Saint-Mont-Michel verlief, wodurch die von unterschiedlichen Truppen besetzten Inseln stärker voneinander abgeschirmt wurden. Im Jahr 1420 ließ Abt Jovilet 3000 Pfund Blei aus der Antoniuskapelle entfernen, um auf dem Mont-Saint-Michel eine Zisterne zu errichten. Die Engländer verlangten von den Pilgern, die von Tombelaine zum Mont-Saint-Michel reisen wollten, ein Wegegeld. Außerdem kontrollierten sie Reisende, um den Schmuggel von Waffen auf den Saint-Mont-Michel zu verhindern.
In den Hugenottenkriegen (1562–1598) ließ Gabriel de Lorges (1526–1574) auf der Insel Geldstücke aus Objekten gießen, die aus Kirchen gestohlen worden waren. Im 17. Jahrhundert wurde Nicolas Fouquet (1615–1680), der Finanzminister Ludwigs XIV. (1638–1715), verdächtigt, eine Fronde zu organisieren. Tombelaine galt als einer der Stützpunkte dieses Aufstands; deshalb ließ Ludwig XIV. sämtliche Gebäude auf der Insel zerstören.

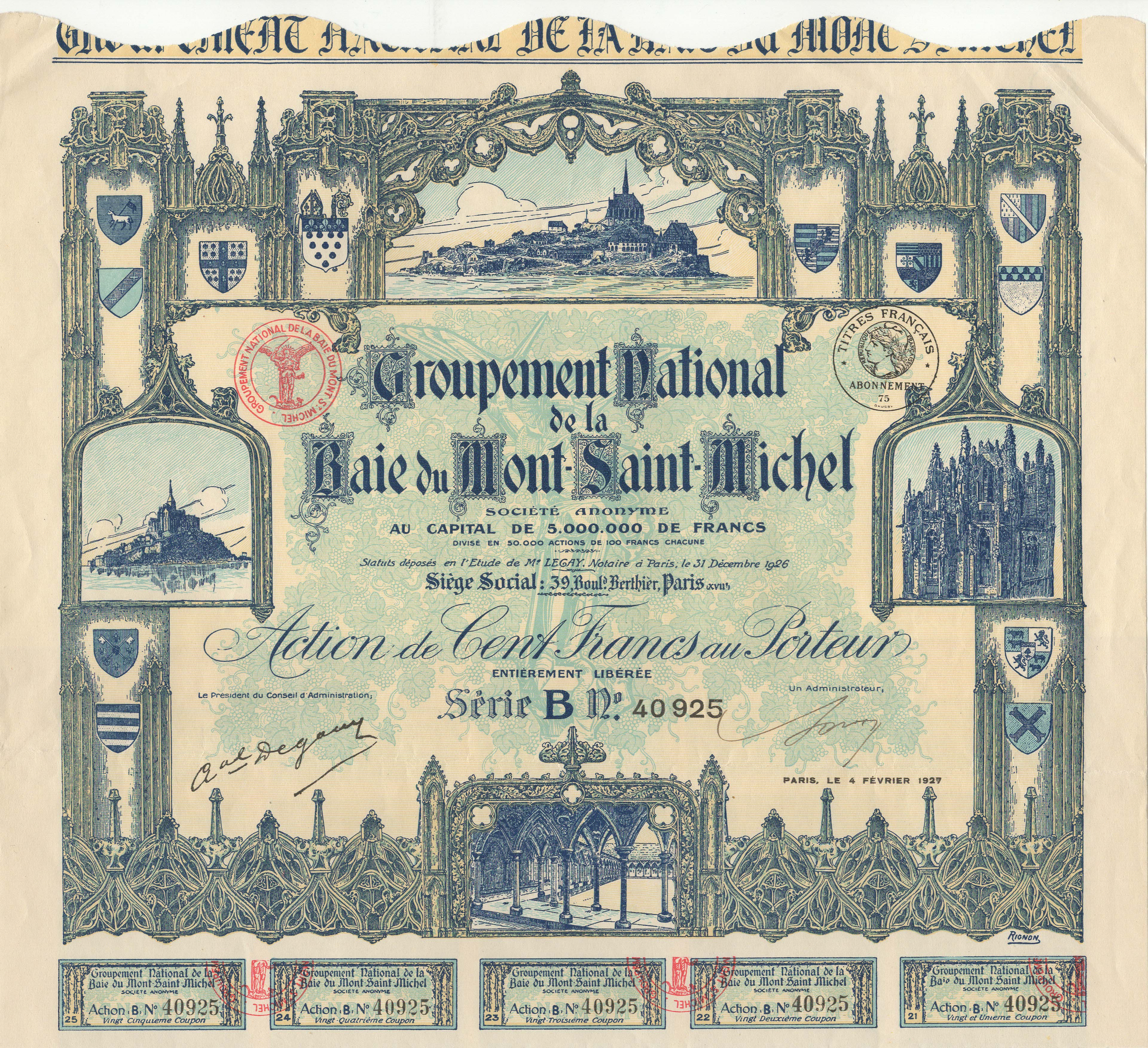
Aktie der Groupement National de la Baie du Mont-Saint-Michel S. A. vom 4. Februar 1927

In der Zeit um 1875 bezog der Vagabund Jean Gauthier eine Hütte auf Tombelaine. Unter dem Namen Marquis de Tombelaine führte der Sonderling Wanderer und Fuhrwerke durch die Bucht. Das bekannte Original wurde 1892 betrunken von der Flut überrascht und ertrank.
1925 versuchte die Vereinigung Groupement national de la Baie du Mont Saint Michel („Nationaler Zusammenschluss der Bucht des Mont-Saint-Michel“) die touristische Nutzung von Tombelaine durchzusetzen; es sollten Hotels und Casinos gebaut werden. Es kam jedoch zum Bankrott. Der französische Staat beanspruchte die Insel 1933, klassifizierte sie 1936 als Monument historique und richtete 1985 ein Vogelschutzgebiet auf der Insel ein. Heute nisten Möwen und Brandgänse auf Tombelaine. Während der Nistzeit von Mitte März bis Mitte Juli darf die Insel nicht betreten werden.

## Name
Es gibt verschiedene Legenden zur Herkunft des Namens der Insel. Die erste besagt, dass der Name von tombe d’Hélène stammt, „Helenes Grab“, wobei angenommen wird, dass Helene die Nichte eines englischen Königs gewesen sei, die von einem spanischen Riesen erschlagen worden sei und auf Tombelaine begraben liege. Dementsprechend wurde die im 13. Jahrhundert auf Tombelaine gegründete Priorei 1337 als Prioratum de Tumbahelene urkundlich erwähnt. Eine andere Legende geht davon aus, dass der Name aus tombe de Bélénos (Grab des Belenus) entstanden sei. Da der Mont-Saint-Michel ursprünglich Mont Tombe („Berg Grabstelle“) hieß, besagt eine als seriös zu erachtende Theorie, dass Tombelaine aus den lateinischen Worten tumba (Grabstelle) und den Diminutiven ella und ana abgeleitet ist und „kleine Grabstelle“ bedeutet.